# Tragiella
Tragiella es un género botánico de la familia de las Euphorbiaceae.

## Taxonomía
El género fue descrito por Pax & K. Hoffm. y publicado en Das Pflanzenreich IV. 147 IX(Heft 68): 104. 1919. La especie tipo no ha sido designada.

## Especies aceptadas
A continuación se brinda un listado de las especies del género Tragiella aceptadas hasta marzo de 2014, ordenadas alfabéticamente. Para cada una se indica el nombre binomial seguido del autor, abreviado según las convenciones y usos.
- Tragiella anomala (Prain) Pax & K.Hoffm.
- Tragiella frieseana (Prain) Pax & K.Hoffm.
- Tragiella natalensis (Sond.) Pax & K.Hoffm.
- Tragiella pyxostigma Radcl.-Sm.